# Michael Miu
Michael Miu Kiu-Wai (Zhoushan, 18 juni 1958) (jiaxiang: Zhejiang, Ningbo) is een zeer bekende Hongkongse acteur. Hij werkt bij TVB, de grootste media in Hongkong. Van 1981 tot 1986 vormde Miu Kiu-Wai samen met Kent Tong, Felix Wong, Tony Leung en Andy Lau de groep die door TVB Five Tigers werd genoemd. In 1987 vertrok hij met zijn vrouw Jaime Chik Mei Chun uit de filmwereld om te werken aan hun brillenzaak en het vormen van een gezin. Na 2000 hadden ze de brillenzaak verkocht aan opticien 88 en ging Miu Kiu-Wai weer terug in de filmwereld.
Deze acteur is boeddhist en geeft veel donaties bij de bouw van nieuwe boeddhistische tempelcomplexen.

## Filmografie
- The Bund 1980,
- Lonely Hunter 1981 met Felix Wong & Dodo Cheng
- You only live twice 1982
- The Legend of the Condor Heroes 1983
- The Fearless Duo 1984, met Barbara Yung Mei-ling
- The New Adventures of Chor Lau Heung (楚留香之蝙蝠傳奇)
- Fortune teller
- The Foundation 1984, with Felix Wong, Kent Tong, & Barbara Yung
- The Sword Stained with Royal Blood 1985
- The dragon sword 1986

- The Academy (2005)
- Into Thin Air (2005)
- Au Revoir Shanghai (2006)
- Dicey Business (2006)
- Devil's Disciples (2007)
- On the First Beat (2007)
- The Drive of Life (2007)
- Wars of In-Laws II (2008)
- Love Exchange (2008)
- The Academy Full Throttle (2009)

- Biblioteca Nacional de España: XX5129413
- Bibliothèque nationale de France: cb167602438 (data)
- International Standard Name Identifier: 0000 0003 5599 8747
- Library of Congress Control Number: no2011141473
- MusicBrainz: 2fd5797b-3b4f-45ee-a840-e59e43914fb4
- Virtual International Authority File: 176693960
- WorldCat: E39PBJfrQrFkHP7kvkMpGdgYfq